# Pancho Guedes
Pancho Guedes, eigentlich Amâncio d’Alpoim Miranda Guedes (* 13. Mai 1925 in Lissabon; † 7. November 2015 in Graaff-Reinet, Südafrika) war ein portugiesischer Architekt, Bildhauer und Maler. Er ist vor allem für seine expressiven Gebäude der 1950er- und 1960er-Jahre bekannt, seine Hauptwirkungsstätten lagen in der damaligen Kolonie Portugiesisch-Ostafrika, heute Mosambik.

## Leben

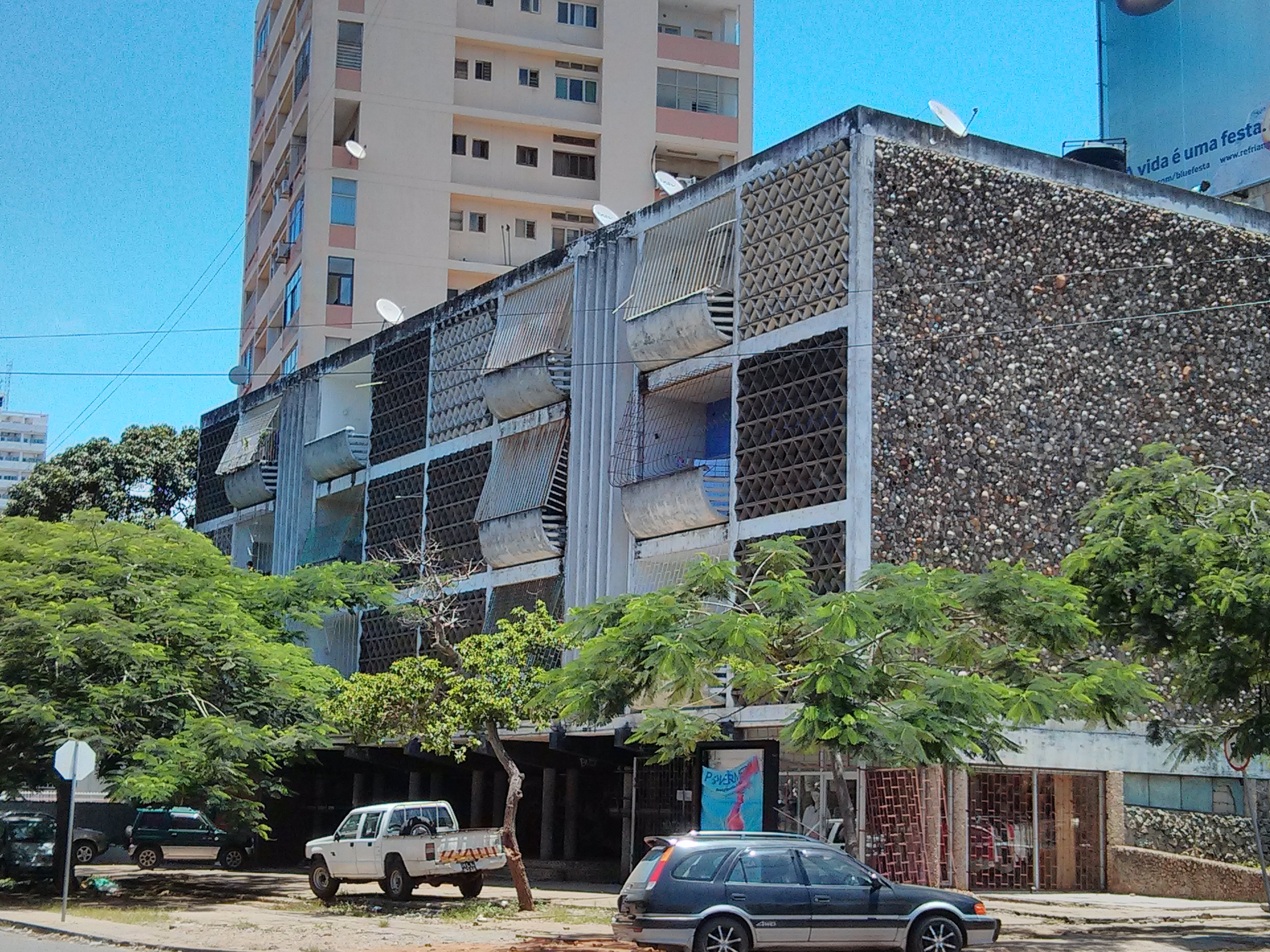
Edifício Dragão (1953), Maputo

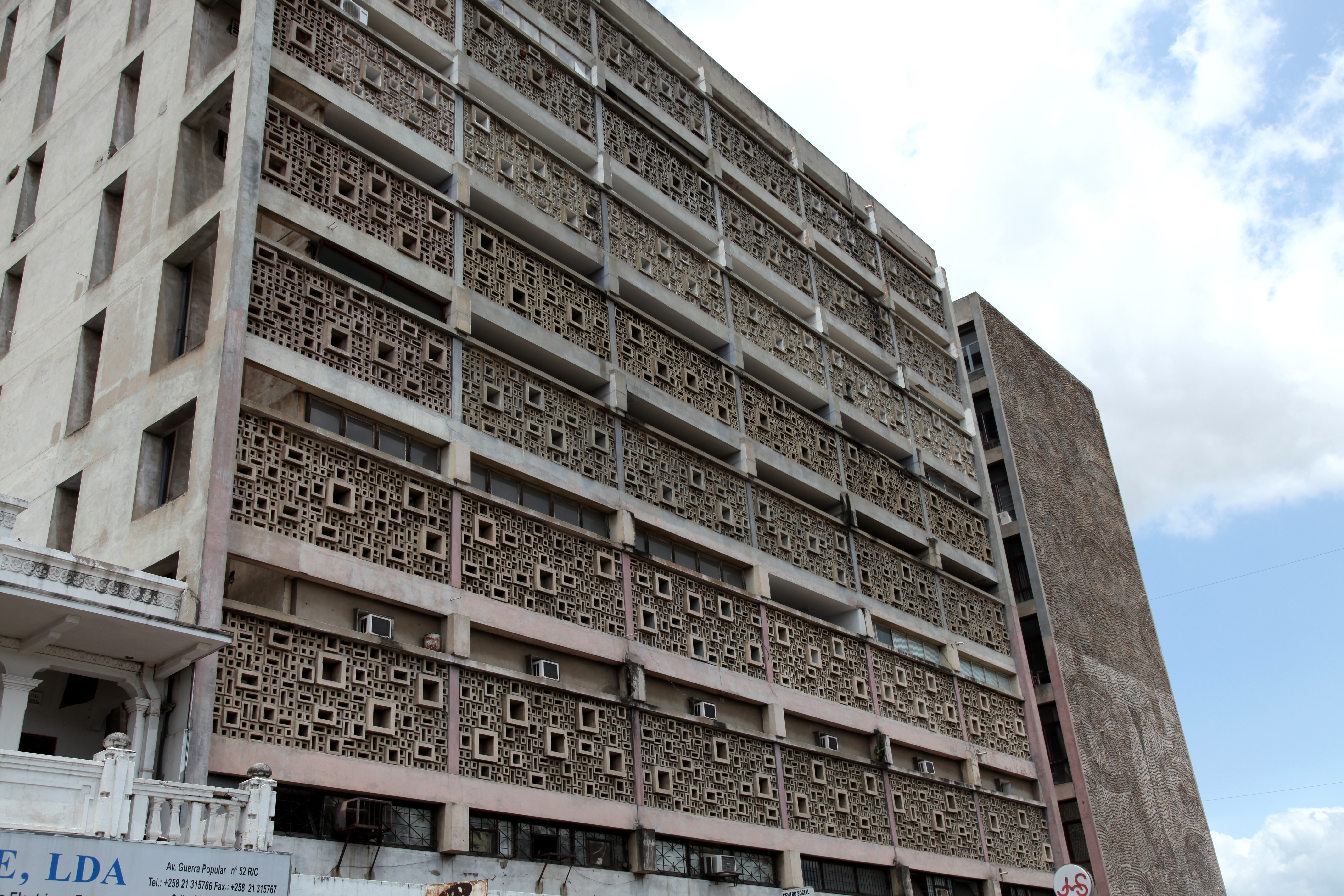
Prédio Abreu, Santos e Rocha (1953/56), Maputo

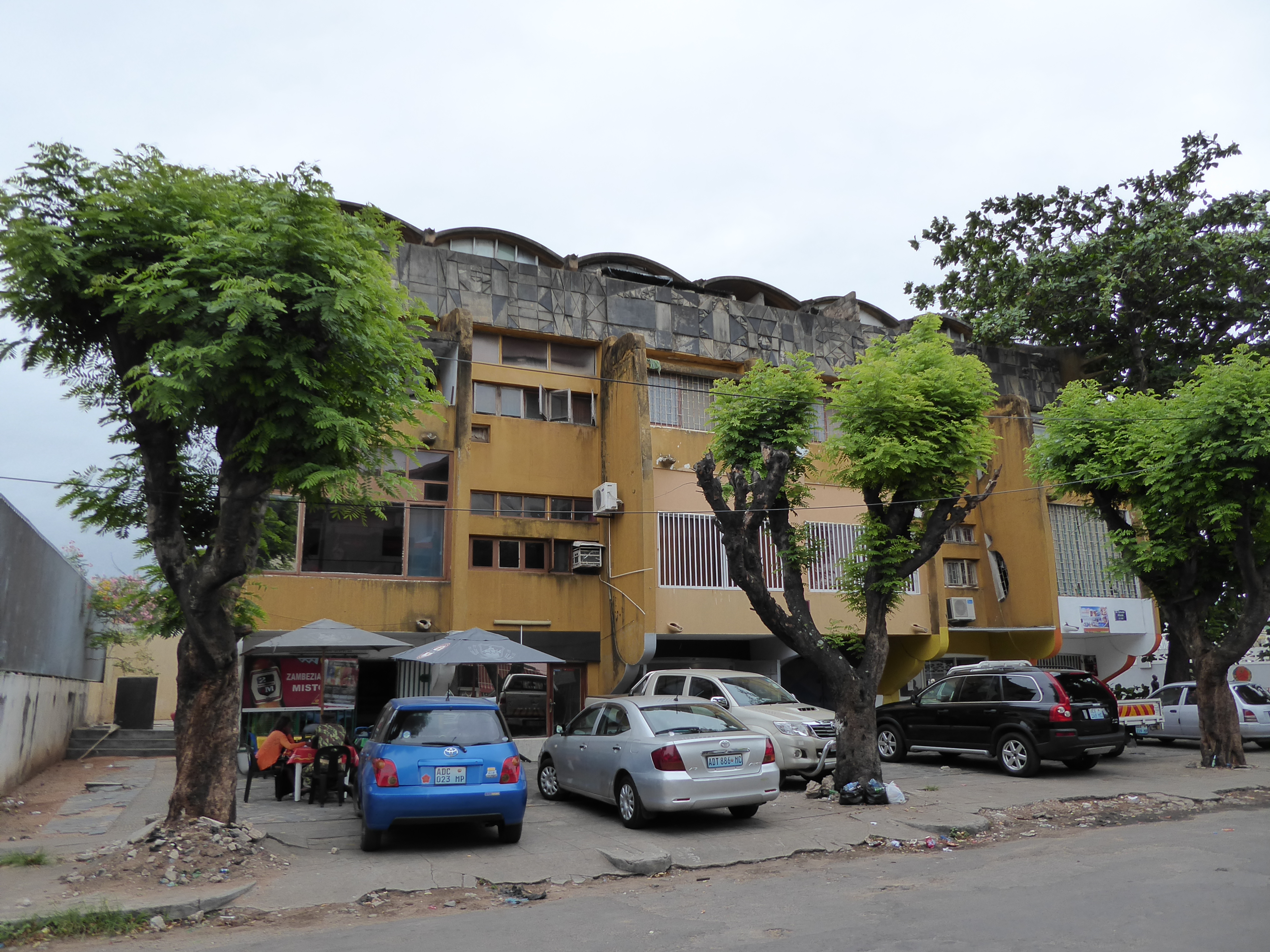
Bloco Habitacional O Leão Que Ri (1958), Maputo

Im Alter von drei Jahren zog Guedes in die damalige portugiesische Kolonie São Tomé e Príncipe. Nach einem kurzen Aufenthalt in Portugal zog die Familie 1932 weiter nach Mosambik. Nach seinem Studium – mit Stationen in Johannesburg (Witwatersrand-Universität 1945–49) und Porto (Escola Superior de Belas Artes, 1953) – war er Mitglied der Architektengruppe Team 10, die aus dem IX. CIAM 1953 in Aix-en-Provence hervorging und eine neue Art des Urbanismus proklamierte. Im Jahre 1953 zog er nach Mosambik.
Guedes entwarf mehr als hundert Gebäude, vorwiegend in den ehemaligen portugiesischen Kolonien Angola und Mosambik, allein in Maputo sollen es mehr als 500 sein. Sein Architekturstil, der auch als „Stiloguedes“ bezeichnet wird, zeichnet sich vor allem durch eine sehr expressive, modernistische Art aus, die surrealistischen Einflüssen von Picasso und Miró geschuldet sein soll. Da dieser Stil der salazaristischen Zensur in Portugal nicht genehm war, wich Guedes in Portugals Kolonien aus, wo er mehr Freiraum für seine Entwurfsarbeiten fand. Aus diesem Grund arbeitete er vor allem für Privatpersonen und Unternehmen.
Auf der Biennale in São Paulo 1961 stellte Guedes einige seiner Arbeiten vor, unter anderem sein Wohngebäude „O Leão Que Ri“. Die brasilianische Presse gab ihm den Namen „O Niemeyer do Índico“ („Der Niemeyer des Indischen Ozeans“).
Nach der Unabhängigkeit Mosambiks 1975 verließ er das Land. Seine Alma Mater, die Witwatersrand-Universität in Johannesburg berief ihn auf den Lehrstuhl für Architektur, er baute dort unter anderem die Sektion Architektur auf und war Leiter des Architektur-Studiengangs. 1990 kehrte er nach Portugal zurück, wo er bis 1993 an der Universidade Técnica in Lissabon dozierte. Es folgten Stationen an der Universidade Lusíada (1993–1996), der Universidade Lusófona (1995–2004) und der Universidade Moderna (1997–2001). 1990 organisierte das Museu Colecção Berardo eine umfangreiche Ausstellung seiner Werke. Das Schweizerische Architekturmuseum in Basel folgte dem im Jahre 2007.
Pancho Guedes starb am 7. November 2015 in seinem Anwesen bei Graaff-Reinet in Südafrika.

## Werke
Für eine referenzierte (aber aufgrund des Umfangs unvollständige) Liste der Werke von Pancho Guedes siehe: Liste der Werke von Pancho Guedes